# Канада на летних Олимпийских играх 2012
Канада на летних Олимпийских играх 2012 была представлена в двадцати четырёх видах спорта.

## Медалисты

### Золото
| Золото |                   |                            |
| №      | Спортсмены        | Вид спорта (дисциплина)    |
| 1      | Розанна Макленнан | Прыжки на батуте (женщины) |

### Серебро
| Серебро | |                                                                       |
| №       | Спортсмены | Вид спорта (дисциплина)                                               |
| 1       | Эндрю Бирнс Гейбриел Берген Джеремайя Браун Роберт Гибсон Уилл Крозерс Даглас Чима Конлин Маккейб Малкольм Ховард Брайан Прайс               | Академическая гребля (мужчины, восьмёрки)                             |
| 2       | Джанин Хансон Рейчел Винберг Криста Гюлуан Лорен Уилкинсон Натали Мастраччи Эшли Бжозович Дарси Марквардт Андреанн Морен Лесли Томпсон-Уилли | Академическая гребля (женщины, восьмёрки)                             |
| 3       | Райан Кохрейн | Плавание (мужчины, 1500 метров вольным стилем)                        |
| 4       | Адам ван Куверден | Гребля на байдарках и каноэ (мужчины, байдарки-одиночки, 1000 метров) |
| 5       | Тоня Вербик | Вольная борьба (женщины, до 55 кг)                                    |

### Бронза
| Бронза | |                                                                      |
| №      | Спортсмены | Вид спорта (дисциплина)                                              |
| 1      | Дженнифер Абель Эмили Хейманс | Прыжки в воду (женщины, синхронный трамплин, 3 метра)                |
| 2      | Меган Бенфеито Розалин Филион | Прыжки в воду (женщины, синхронная вышка, 10 метров)                 |
| 3      | Антуан Валуа-Фортье | Дзюдо (мужчины, до 81 кг)                                            |
| 4      | Кристин Жирар | Тяжёлая атлетика (женщины, до 63 кг)                                 |
| 5      | Брент Хайден | Плавание (мужчины, 100 метров вольным стилем)                        |
| 6      | Тара Уиттен Джиллиан Карлтон Ясмин Глессер | Велоспорт (женщины, командная гонка преследования)                   |
| 7      | Дерек Друин | Лёгкая атлетика (мужчины, прыжки в высоту)                           |
| 8      | Марк Олдершоу | Гребля на байдарках и каноэ (мужчины, каноэ-одиночки, 1000 метров)   |
| 9      | Кэрол Хвин | Вольная борьба (женщины, до 48 кг)                                   |
| 10     | Карина Леблан, Эрин Маклеод, Эмили Зуррер, Челси Стюарт, Кармелина Москато, Робин Гейл, Риан Уилкинсон, Кэндис Чепмен, Лорен Зессельман, Кейлин Кайл, Диана Мэтисон, Дезире Скотт, Софи Шмидт, Келли Паркер, Кристине Синклейр, Мелисса Танкреди, Жонель Финильо, Британи Тимко | Футбол (женщины)                                                     |
| 11     | Ричард Вайнбергер | Плавание (мужчины, 10 километров в открытой воде)                    |
| 12     | Марк де Йонг | Гребля на байдарках и каноэ (мужчины, байдарки-одиночки, 200 метров) |

## Результаты соревнований

### Академическая гребля
В следующий раунд из каждого заезда проходили несколько лучших экипажей (в зависимости от дисциплины). В утешительный заезд попадали спортсмены, выбывшие в предварительном раунде. В финал A выходили 6 сильнейших экипажей, остальные разыгрывали места в утешительных финалах B-F.
Мужчины
| Соревнование              | Спортсмены                    | Предварительный заезд | Предварительный заезд | Предварительный заезд | Отборочный заезд | Отборочный заезд | Отборочный заезд | Четвертьфинал | Четвертьфинал | Четвертьфинал | Полуфинал | Полуфинал | Полуфинал | Финал   | Финал   | Итоговое место |
| Соревнование              | Спортсмены                    | Заезд                 | Время                 | Место                 | Заезд            | Время            | Место            | Заезд         | Время         | Место         | Заезд     | Время     | Место     | Время   | Место   | Итоговое место |
| ------------------------- | ----------------------------- | --------------------- | --------------------- | --------------------- | ---------------- | ---------------- | ---------------- | ------------- | ------------- | ------------- | --------- | --------- | --------- | ------- | ------- | -------------- |
| двойки                    | Дэвид Колдер Скотт Франдсен   | 2                     | 6:23,80               | 1 Q                   | не участвовали   | не участвовали   | не участвовали   | не проводится | не проводится | не проводится | 1         | 6:56,47   | 3 Q       | Финал A | Финал A | 6              |
| двойки                    | Дэвид Колдер Скотт Франдсен   | 2                     | 6:23,80               | 1 Q                   | не участвовали   | не участвовали   | не участвовали   | не проводится | не проводится | не проводится | 1         | 6:56,47   | 3 Q       | 6:30,49 | 6       | 6              |
| двойки парные             | Майкл Брейтуэйт Кевин Ковалик | 1                     | 6:34,11               | 5                     | 1                | 6:30,74          | 3 Q              | не проводится | не проводится | не проводится | 2         | 6:38,94   | 6         | Финал B | Финал B | 12             |
| двойки парные             | Майкл Брейтуэйт Кевин Ковалик | 1                     | 6:34,11               | 5                     | 1                | 6:30,74          | 3 Q              | не проводится | не проводится | не проводится | 2         | 6:38,94   | 6         | 6:32,61 | 6       | 12             |
| Парные двойки, лёгкий вес |                               |                       |                       |                       |                  |                  |                  |               |               |               |           |           |           |         |         |                |
| Четвёрки                  |                               |                       |                       |                       |                  |                  |                  |               |               |               |           |           |           |         |         |                |
| Восьмерки                 |                               |                       |                       |                       |                  |                  |                  |               |               |               |           |           |           |         |         |                |

Женщины
| Соревнование              | Спортсмены | Отборочная гонка | Отборочная гонка | Четвертьфинал/ Дополнительная гонка | Четвертьфинал/ Дополнительная гонка | Полуфинал | Полуфинал | Финал | Финал |
| Соревнование              | Спортсмены | Время            | Место            | Время                               | Место                               | Время     | Место     | Время | Место |
| ------------------------- | ---------- | ---------------- | ---------------- | ----------------------------------- | ----------------------------------- | --------- | --------- | ----- | ----- |
| Парные двойки, лёгкий вес |            |                  |                  |                                     |                                     |           |           |       |       |
| Восьмерки                 |            |                  |                  |                                     |                                     |           |           |       |       |

### Бадминтон
Спортсменов — 4
Женщины
| Соревнование     | Спортсмены                | Групповой этап                  | Групповой этап                    | Групповой этап                         | 1/8 финала            | 1/4 финала                              | 1/2 финала                                   | Финал                                  | Финал                 |
| Соревнование     | Спортсмены                | 1 матч                          | 2 матч                            | 3 матч                                 | 1/8 финала            | 1/4 финала                              | 1/2 финала                                   | Финал                                  | Финал                 |
| Соревнование     | Спортсмены                | Соперник Счёт                   | Соперник Счёт                     | Соперник Счёт                          | Соперник Счёт         | Соперник Счёт                           | Соперник Счёт                                | Соперник Счёт                          | Место                 |
| ---------------- | ------------------------- | ------------------------------- | --------------------------------- | -------------------------------------- | --------------------- | --------------------------------------- | -------------------------------------------- | -------------------------------------- | --------------------- |
| Одиночный разряд | Мишель Ли                 | Ван (CHN) 8-21, 16-21           | Завершила выступление             | Завершила выступление                  | Завершила выступление | Завершила выступление                   | Завершила выступление                        | Завершила выступление                  | Завершила выступление |
| Парный разряд    | Мишель Ли Александра Брюс | Юй / Ван (CHN) В 21-0, 21-0 DSQ | Чжун / Ким (KOR) В 21-0, 21-0 DSQ | Сорокина / Вислова (RUS) П 8-21, 10-21 |                       | Чжоу / Виран (AUS) В 21-9, 18-21, 21-18 | Фудзии / Какиива (JPN) П 12-21, 21-19, 21-13 | Сорокина / Вислова (RUS) П 9-21, 10-21 | 4                     |

Микст
| Соревнование | Спортсмены        | Групповой этап                          | Групповой этап                            | Групповой этап                       | 1/8 финала    | 1/4 финала            | 1/2 финала            | Финал                 | Финал                 |
| Соревнование | Спортсмены        | 1 матч                                  | 2 матч                                    | 3 матч                               | 1/8 финала    | 1/4 финала            | 1/2 финала            | Финал                 | Финал                 |
| Соревнование | Спортсмены        | Соперник Счёт                           | Соперник Счёт                             | Соперник Счёт                        | Соперник Счёт | Соперник Счёт         | Соперник Счёт         | Соперник Счёт         | Место                 |
| ------------ | ----------------- | --------------------------------------- | ----------------------------------------- | ------------------------------------ | ------------- | --------------------- | --------------------- | --------------------- | --------------------- |
| Микст        | Тоби Ын Грейс Гао | Нильсен / Педерсен (DEN) П 12-21, 11-21 | Икэда / Сиота (JPN) П 10-21, 21-11, 15-21 | Матеусяк / Зеба (POL) П 21-13, 21-16 |               | Завершили выступление | Завершили выступление | Завершили выступление | Завершили выступление |

### Баскетбол
Спортсменов — 12

#### Женщины
Состав команды
| Женская сборная Канады по баскетболу | Женская сборная Канады по баскетболу | Женская сборная Канады по баскетболу | Женская сборная Канады по баскетболу | Женская сборная Канады по баскетболу | Женская сборная Канады по баскетболу | Женская сборная Канады по баскетболу | Женская сборная Канады по баскетболу | Женская сборная Канады по баскетболу |
| №                                    | Имя                                  | Возраст и дата рождения              | Рост                                 | Клуб                                 | Игры                                 | Очки                                 | Подборы                              | Передачи                             |
| ------------------------------------ | ------------------------------------ | ------------------------------------ | ------------------------------------ | ------------------------------------ | ------------------------------------ | ------------------------------------ | ------------------------------------ | ------------------------------------ |
|                                      | Натали Ахонва                        | 22 ноября 1992 (29 лет)              | 1,92 м                               | Университет Нотр-Дам                 |                                      |                                      |                                      |                                      |
|                                      | Тереза Габриэле                      | 23 ноября 1979 (32 года)             | 1,65 м                               | Университет Саймона Фрейзера         |                                      |                                      |                                      |                                      |
|                                      | Лиз Энн Мёрфи                        | 15 марта 1985 (27 лет)               | 1,83 м                               | Пес д’Экс Баскет                     |                                      |                                      |                                      |                                      |
|                                      | Челси Обри                           | 27 июня 1984 (28 лет)                | 1,85 м                               | Бендиго Спирит                       |                                      |                                      |                                      |                                      |
|                                      | Кортни Пилипейтис                    | 11 февраля 1988 (24 года)            | 1,81 м                               | Вичи Аистес                          |                                      |                                      |                                      |                                      |
|                                      | Мишель Плуффе                        | 15 сентября 1992 (19 лет)            | 1,91 м                               | Университет Юты                      |                                      |                                      |                                      |                                      |
|                                      | Кимберли Смит                        | 7 мая 1984 (28 лет)                  | 1,82 м                               | Ибица                                |                                      |                                      |                                      |                                      |
|                                      | Шона Торбёрн                         | 7 августа 1982 (29 лет)              | 1,78 м                               | Пес д’Экс Баскет                     |                                      |                                      |                                      |                                      |
|                                      | Алиша Тэтхем                         | 14 октября 1986 (25 лет)             | 1,80 м                               | Пуэнт Шо                             |                                      |                                      |                                      |                                      |
|                                      | Тамара Тэтхем                        | 19 августа 1985 (26 лет)             | 1,85 м                               | Галле Лайонс                         |                                      |                                      |                                      |                                      |
|                                      | Криста Филлипс                       | 18 мая 1988 (24 года)                | 1,98 м                               | Данденонг Рейнджерс                  |                                      |                                      |                                      |                                      |
|                                      | Миранда Эим                          | 6 мая 1988 (24 года)                 | 1,83 м                               | Стамбульский университет             |                                      |                                      |                                      |                                      |
| Главный тренер: Эллисон Макнилл      |                                      |                                      |                                      |                                      |                                      |                                      |                                      |                                      |

Результаты
Групповой этап (Группа B)
| Место | Сборная        | В | П | МЗ  | МП  | МР  | Очки |
| ----- | -------------- | - | - | --- | --- | --- | ---- |
| 1     | Франция        | 5 | 0 | 356 | 319 | +37 | 10   |
| 2     | Австралия      | 4 | 1 | 353 | 322 | +31 | 9    |
| 3     | Россия         | 3 | 2 | 314 | 308 | +6  | 8    |
| 4     | Канада         | 2 | 3 | 328 | 332 | -4  | 7    |
| 5     | Бразилия       | 1 | 4 | 329 | 354 | -25 | 6    |
| 6     | Великобритания | 0 | 5 | 327 | 372 | -45 | 5    |

| 28 июля 2012 11:15 (UTC+1) |                           | Канада | 53:58 | Россия | Баскетбол арена |
| 28 июля 2012 11:15 (UTC+1) | 17:15, 13:9, 13:13, 10:21 |        |       |        | Баскетбол арена |

| 30 июля 2012 20:00 (UTC+1) |                            | Великобритания | 65:73 | Канада | Баскетбол арена |
| 30 июля 2012 20:00 (UTC+1) | 15:19, 17:17, 21:19, 12:18 |                |       |        | Баскетбол арена |

| 1 августа 2012 09:00 (UTC+1) |                            | Канада | 60:64 | Франция | Баскетбол арена |
| 1 августа 2012 09:00 (UTC+1) | 12:13, 13:15, 15:14, 20:22 |        |       |         | Баскетбол арена |

| 3 августа 2012 14:30 (UTC+1) |                           | Бразилия | 73:79 | Канада | Баскетбол арена |
| 3 августа 2012 14:30 (UTC+1) | 8:18, 17:21, 28:16, 20:24 |          |       |        | Баскетбол арена |

| 5 августа 2012 14:30 (UTC+1) |                            | Канада | 63:72 | Австралия | Баскетбол арена |
| 5 августа 2012 14:30 (UTC+1) | 10:24, 12:11, 20:12, 21:25 |        |       |           | Баскетбол арена |

Четвертьфинал
| 7 августа 2012 14:30 (UTC+1) |                           | США | 91:48 | Канада | Баскетбол арена |
| 7 августа 2012 14:30 (UTC+1) | 19:8, 23:13, 26:10, 23:17 |     |       |        | Баскетбол арена |

### Бокс
Спортсменов — 3
| Соревнование | Спортсмены     | Первый раунд              | Второй раунд                  | Четвертьфинал               | Полуфинал             | Финал                 |                       |
| Соревнование | Спортсмены     | Соперник Результат        | Соперник Результат            | Соперник Результат          | Соперник Результат    | Соперник Результат    |                       |
| ------------ | -------------- | ------------------------- | ----------------------------- | --------------------------- | --------------------- | --------------------- | --------------------- |
| до 69 кг     | Кастио Клейтон | Оскар Молина (MEX) В 12-8 | Камерон Хаммонд (AUS) В 14-11 | Фредди Эванс (GBR) П 14-14+ | Завершил выступление  | Завершил выступление  |                       |
| до 91 кг     | Саймон Кин     | не участвовал             | Тони Йока (FRA) В 16±16       | Иван Дычко (KAZ) П 6-20     | Завершил выступление  | Завершил выступление  |                       |
| до 75 кг     | Мэри Спенсер   | не участвовала            | не участвовала                | Ли Цзиньцзы (CHN) П 14-17   | Завершила выступление | Завершила выступление | Завершила выступление |

### Борьба
Спортсменов — 9
Мужчины — Вольная борьба
| Категория | Спортсмены            | Квалификация         | 1/8 финала            | Четвертьфинал         | Полуфинал            | Утешительный раунд     | Финал / За 3-е место | Место |
| Категория | Спортсмены            | Соперник Результат   | Соперник Результат    | Соперник Результат    | Соперник Результат   | Соперник Результат     | Соперник Результат   | Место |
| --------- | --------------------- | -------------------- | --------------------- | --------------------- | -------------------- | ---------------------- | -------------------- | ----- |
| до 55 кг  | Давид Трамбле         | не участвовал        | Пекер (TUR) П 1 : 3   | завершил выступление  | завершил выступление | завершил выступление   | завершил выступление | 16    |
| до 66 кг  | Аислан Веранес Гарсия | Алайеш (TUN) В 5 : 0 | Юсупов (TJK) В 3 : 1  | Ёнэмицу (JPN) П 1 : 3 | завершил выступление | Лопес (CUB) П 1 : 3    | завершил выступление | 7     |
| до 74 кг  | Мэттью Джентри        | не участвовал        | Ядав (IND) В 3 : 1    | Барроуз (USA) П 1 : 3 | завершил выступление | Солер (PUR) В 3 : 0    | Царгуш (RUS) П 0 : 3 | 5     |
| до 96 кг  | Хетаг Плиев           | не участвовал        | Кортина (CUB) В 3 : 1 | Варнер (USA) П 0 : 3  | завершил выступление | Курбанов (UZB) П 1 : 3 | завершил выступление | 10    |
| до 120 кг | Арьян Бхуллар         | не участвовал        | Гасеми (IRI) П 1 : 3  | завершил выступление  | завершил выступление | завершил выступление   | завершил выступление | 13    |

Женщины — Вольная борьба
| Категория | Спортсмены       | Квалификация       | 1/8 финала           | Четвертьфинал             | Полуфинал              | Утешительный раунд     | Финал / За 3-е место   | Место |
| Категория | Спортсмены       | Соперник Результат | Соперник Результат   | Соперник Результат        | Соперник Результат     | Соперник Результат     | Соперник Результат     | Место |
| --------- | ---------------- | ------------------ | -------------------- | ------------------------- | ---------------------- | ---------------------- | ---------------------- | ----- |
| до 48 кг  | Кэрол Хвин       | не участвовала     | Нгуен (VIE) В 5 : 0  | Колодинская (BLR) В 3 : 0 | Обара (JPN) П 1 : 5    | не участвовала         | Самбу (SEN) В 3 : 0    | 3     |
| до 55 кг  | Тоня Вербик      | не участвовала     | Пхогат (IND) В 3 : 1 | Лазарева (UKR) В 3 : 0    | Рентерия (COL) В 3 : 0 | не участвовала         | Ёсида (JPN) П 0 : 3    | 2     |
| до 63 кг  | Мартина Дюгренье | не участвовала     | Итё (JPN) П 1 : 3    | завершила выступление     | завершила выступление  | Юханссон (SWE) В 3 : 0 | Батцэцэг (MGL) П 0 : 3 | 5     |
| до 72 кг  | Лея Каллахан     | не участвовала     | Бурма (MGL) П 1 : 3  | завершила выступление     | завершила выступление  | завершила выступление  | завершила выступление  | 18    |

### Велоспорт
Спортсменов —

#### Шоссейный велоспорт
Мужчины
| Соревнование     | Спортсмены      | Время    | Место |
| ---------------- | --------------- | -------- | ----- |
| групповая гонка  | Райдер Хешедаль | 5:46:37  | 62    |
| раздельная гонка | Райдер Хешедаль | 56:06.18 | 28    |

Женщины
| Соревнование     | Спортсмены       | Время    | Место |
| ---------------- | ---------------- | -------- | ----- |
| групповая гонка  | Клара Хьюз       | 3:36:01  | 32    |
| групповая гонка  | Дэнисе Рамсден   | 3:35:56  | 27    |
| групповая гонка  | Джоель Нуменвиль | 3:35:56  | 19    |
| раздельная гонка | Клара Хьюз       | 38:28.96 | 5     |
| раздельная гонка | Дэнисе Рамсден   | 41:44.81 | 19    |

#### Трековый велоспорт
Мужчины
| Соревнование | Спортсмены | Квалификация | Квалификация | Первый раунд   | Второй раунд   | 1\4 финала     | 1\2 финала     | Финал Матч за 3-е место | Место |
| Соревнование | Спортсмены | Время        | Место        | Соперник Время | Соперник Время | Соперник Время | Соперник Время | Соперник Время Очки     | Место |
| ------------ | ---------- | ------------ | ------------ | -------------- | -------------- | -------------- | -------------- | ----------------------- | ----- |
| Омниум       |            |              |              |                |                |                |                |                         |       |

Женщины
| Соревнование                  | Спортсмены | Квалификация | Квалификация | Первый раунд   | Второй раунд   | 1\4 финала     | 1\2 финала     | Финал Матч за 3-е место | Место |
| Соревнование                  | Спортсмены | Время        | Место        | Соперник Время | Соперник Время | Соперник Время | Соперник Время | Соперник Время Очки     | Место |
| ----------------------------- | ---------- | ------------ | ------------ | -------------- | -------------- | -------------- | -------------- | ----------------------- | ----- |
| Спринт                        |            |              |              |                |                |                |                |                         |       |
| Перезаезд                     |            |              |              |                |                |                |                |                         |       |
| Командная гонка преследования |            |              |              |                |                |                |                |                         |       |
| Омниум                        |            |              |              |                |                |                |                |                         |       |

Кейрин
Мужчины
| Соревнование | Спортсмен    | Первый раунд | Перезаезд | Полуфинал | Финал |
| Соревнование | Спортсмен    | Место        | Место     | Место     | Место |
| ------------ | ------------ | ------------ | --------- | --------- | ----- |
| кейрин       | Джозеф Велос |              |           |           |       |

Женщины
| Соревнование | Спортсмен       | Первый раунд | Перезаезд | Полуфинал | Финал |
| Соревнование | Спортсмен       | Место        | Место     | Место     | Место |
| ------------ | --------------- | ------------ | --------- | --------- | ----- |
| кейрин       | Моника Салливан | 5            | 3         | 2         | 6     |

#### Маунтинбайк
Мужчины
| Соревнование | Спортсмены | Результат | Отставание | Место |
| ------------ | ---------- | --------- | ---------- | ----- |
| Кросс-кантри |            |           |            |       |
|              |            |           |            |       |

Женщины
| Соревнование | Спортсмены | Результат | Отставание | Место |
| ------------ | ---------- | --------- | ---------- | ----- |
| Кросс-кантри |            |           |            |       |
|              |            |           |            |       |

#### BMX
Мужчины
| Соревнование | Спортсмены | Квалификация | Квалификация | Квалификация | 1\4 финала    | 1\4 финала    | 1\4 финала    | 1\4 финала | 1\4 финала | 1\2 финала    | 1\2 финала    | 1\2 финала    | 1\2 финала | 1\2 финала | Финал         | Финал         | Финал         | Финал | Место |
| Соревнование | Спортсмены | 1 попытка    | 2 попытка    | место        | 1 гонка Место | 2 гонка Место | 3 гонка Место | Всего      | Место      | 1 гонка Место | 2 гонка Место | 3 гонка Место | Всего      | Место      | 1 гонка Место | 2 гонка Место | 3 гонка Место | Всего | Место |
| ------------ | ---------- | ------------ | ------------ | ------------ | ------------- | ------------- | ------------- | ---------- | ---------- | ------------- | ------------- | ------------- | ---------- | ---------- | ------------- | ------------- | ------------- | ----- | ----- |
| BMX          |            |              |              |              |               |               |               |            |            |               |               |               |            |            |               |               |               |       |       |

### Водные виды спорта

#### Плавание
Спортсменов — 32
В следующий раунд на каждой дистанции проходят лучшие спортсмены по времени, независимо от места занятого в своём заплыве.
Мужчины
| Соревнование                 | Спортсмен    | Предварительные заплывы | Предварительные заплывы | Полуфиналы | Полуфиналы | Финал                | Финал                |
| Соревнование                 | Спортсмен    | Результат               | Место                   | Результат  | Место      | Результат            | Место                |
| ---------------------------- | ------------ | ----------------------- | ----------------------- | ---------- | ---------- | -------------------- | -------------------- |
| 50 м вольный стиль           | Брент Хейден | 22,15                   | 13                      | 22,12      | 14         | Завершил выступление | Завершил выступление |
| 100 м вольный стиль          |              |                         |                         |            |            |                      |                      |
| 200 м вольный стиль          |              |                         |                         |            |            |                      |                      |
| 400 м вольный стиль          |              |                         |                         |            |            |                      |                      |
| 1500 м вольный стиль         |              |                         |                         |            |            |                      |                      |
| 100 м баттерфляй             |              |                         |                         |            |            |                      |                      |
| 200 м баттерфляй             |              |                         |                         |            |            |                      |                      |
| 100 м на спине               |              |                         |                         |            |            |                      |                      |
| 200 м на спине               |              |                         |                         |            |            |                      |                      |
| 100 м брасс                  |              |                         |                         |            |            |                      |                      |
| 200 м брасс                  |              |                         |                         |            |            |                      |                      |
| 200 м комплекс               |              |                         |                         |            |            |                      |                      |
| 400 м комплекс               |              |                         |                         |            |            |                      |                      |
| 4×100 м вольный стиль        |              |                         |                         |            |            |                      |                      |
| 4×200 м вольный стиль        |              |                         |                         |            |            |                      |                      |
| 4×100 метров комбинированная |              |                         |                         |            |            |                      |                      |

Открытая вода
| Соревнование  | Спортсмены | Результат | Отставание | Место |
| ------------- | ---------- | --------- | ---------- | ----- |
| 10 километров |            |           |            |       |

Женщины
| Соревнование                 | Спортсмен | Предварительный раунд | Предварительный раунд | Полуфинал | Полуфинал | Финал     | Финал |
| Соревнование                 | Спортсмен | Результат             | Место                 | Результат | Место     | Результат | Место |
| ---------------------------- | --------- | --------------------- | --------------------- | --------- | --------- | --------- | ----- |
| 50 м вольный стиль           |           |                       |                       |           |           |           |       |
| 100 м вольный стиль          |           |                       |                       |           |           |           |       |
| 200 м вольный стиль          |           |                       |                       |           |           |           |       |
|                              |           |                       |                       |           |           |           |       |
| 400 м вольный стиль          |           |                       |                       |           |           |           |       |
|                              |           |                       |                       |           |           |           |       |
| 800 м вольный стиль          |           |                       |                       |           |           |           |       |
|                              |           |                       |                       |           |           |           |       |
| 100 м баттерфляй             |           |                       |                       |           |           |           |       |
| 200 м баттерфляй             |           |                       |                       |           |           |           |       |
|                              |           |                       |                       |           |           |           |       |
| 100 м на спине               |           |                       |                       |           |           |           |       |
|                              |           |                       |                       |           |           |           |       |
| 200 м на спине               |           |                       |                       |           |           |           |       |
|                              |           |                       |                       |           |           |           |       |
| 100 м брасс                  |           |                       |                       |           |           |           |       |
|                              |           |                       |                       |           |           |           |       |
| 200 м брасс                  |           |                       |                       |           |           |           |       |
|                              |           |                       |                       |           |           |           |       |
| 200 м комплекс               |           |                       |                       |           |           |           |       |
| 400 м комплекс               |           |                       |                       |           |           |           |       |
| 4×100 м вольный стиль        |           |                       |                       |           |           |           |       |
| 4×200 м вольный стиль        |           |                       |                       |           |           |           |       |
| 4×100 метров комбинированная |           |                       |                       |           |           |           |       |

Открытая вода
| Соревнование  | Спортсмены | Результат | Отставание | Место |
| ------------- | ---------- | --------- | ---------- | ----- |
| 10 километров |            |           |            |       |

#### Прыжки в воду
Спортсменов — 9
Мужчины
| Соревнование                 | Спортсмены                   | Предварительный раунд | Предварительный раунд | Полуфинал            | Полуфинал            | Финал                | Финал                |
| Соревнование                 | Спортсмены                   | Результат             | Место                 | Результат            | Место                | Результат            | Место                |
| ---------------------------- | ---------------------------- | --------------------- | --------------------- | -------------------- | -------------------- | -------------------- | -------------------- |
| Трамплин, 3 метра            | Александр Деспати            | 458.55                | 9                     | 472.80               | 8                    | 413.35               | 11                   |
| Трамплин, 3 метра            | Франсуа Имбо-Дюлак           | 449.30                | 12                    | 440.20               | 13                   | Завершил выступление | Завершил выступление |
| Вышка, 10 метров             | Райли Маккормик              | 452.75                | 11                    | 495.60               | 12                   | 493.35               | 11                   |
| Вышка, 10 метров             | Эрик Сен                     | 363.90                | 29                    | Завершил выступление | Завершил выступление | Завершил выступление | Завершил выступление |
| Синхронный трамплин, 3 метра | Александр Деспати Рубен Росс |                       |                       |                      |                      | 421,83               | 6                    |

Женщины
| Соревнование                 | Спортсмены                    | Предварительный раунд | Предварительный раунд | Полуфинал | Полуфинал | Финал     | Финал |
| Соревнование                 | Спортсмены                    | Результат             | Место                 | Результат | Место     | Результат | Место |
| ---------------------------- | ----------------------------- | --------------------- | --------------------- | --------- | --------- | --------- | ----- |
| Трамплин, 3 метра            | Эмили Хейманс                 | 337.20                | 6                     | 331.35    | 8         | 295.20    | 12    |
| Трамплин, 3 метра            | Дженнифер Абель               | 344.15                | 4                     | 353.25    | 4         | 343.00    | 6     |
| Вышка, 10 метров             | Меган Бенфито                 | 325.50                | 10                    | 359.90    | 2         | 345.15    | 11    |
| Вышка, 10 метров             | Розелин Филион                | 314.85                | 17                    | 329.60    | 8         | 349.10    | 10    |
| Синхронный трамплин, 3 метра | Эмили Хейманс Дженнифер Абель |                       |                       |           |           | 316.80    |       |
| Синхронная вышка, 10 метров  | Меган Бенфито Розелин Филион  |                       |                       |           |           | 337.62    |       |

### Гимнастика
Спортсменов — 15

#### Спортивная гимнастика
Мужчины
| Соревнование          | Спортсмен    | Вольные упражнения | Вольные упражнения | Опорный прыжок | Опорный прыжок | Брусья | Брусья | Перекладина | Перекладина | Кольца | Кольца | Конь | Конь  | Абсолютное первенство | Абсолютное первенство |
| Соревнование          | Спортсмен    | Очки               | Место              | Очки           | Место          | Очки   | Место  | Очки        | Место       | Очки   | Место  | Очки | Место | Очки                  | Место                 |
| --------------------- | ------------ | ------------------ | ------------------ | -------------- | -------------- | ------ | ------ | ----------- | ----------- | ------ | ------ | ---- | ----- | --------------------- | --------------------- |
| абсолютное первенство | Натан Гафуик |                    |                    |                |                |        |        |             |             |        |        |      |       |                       |                       |

Женщины
| Соревнование          | Спортсмен                                                              | Вольные упражнения | Вольные упражнения | Бревно | Бревно | Брусья | Брусья | Опорный прыжок | Опорный прыжок | Абсолютное первенство | Абсолютное первенство |
| Соревнование          | Спортсмен                                                              | Очки               | Место              | Очки   | Место  | Очки   | Место  | Очки           | Место          | Очки                  | Место                 |
| --------------------- | ---------------------------------------------------------------------- | ------------------ | ------------------ | ------ | ------ | ------ | ------ | -------------- | -------------- | --------------------- | --------------------- |
| абсолютное первенство | Элли Блэк                                                              |                    |                    |        |        |        |        |                |                |                       |                       |
| абсолютное первенство | Виктория Мурс                                                          |                    |                    |        |        |        |        |                |                |                       |                       |
| абсолютное первенство | Доминик Пегг                                                           |                    |                    |        |        |        |        |                |                |                       |                       |
| абсолютное первенство | Бриттани Роджерс                                                       |                    |                    |        |        |        |        |                |                |                       |                       |
| абсолютное первенство | Кристина Вакулик                                                       |                    |                    |        |        |        |        |                |                |                       |                       |
| командное первенство  | Элли Блэк Виктория Мурс Доминик Пегг Бриттани Роджерс Кристина Вакулик |                    |                    |        |        |        |        |                |                |                       |                       |

#### Художественная гимнастика
Женщины
| Соревнование         | Спортсменки                                                                                   | Квалификация | Квалификация | Финал                 | Финал                 |
| Соревнование         | Спортсменки                                                                                   | Очки         | Место        | Очки                  | Место                 |
| -------------------- | --------------------------------------------------------------------------------------------- | ------------ | ------------ | --------------------- | --------------------- |
| групповое многоборье | Катрина Кэмерон Роуз Коссар Александра Лэндри Келси Титмарш Анжелика Резник Анастасия Мунтяну | 48.025       | 11           | Завершили выступление | Завершили выступление |

#### Прыжки на батуте
Мужчины
| Соревнование      | Спортсмены      | Квалификация | Квалификация | Финал | Финал |
| Соревнование      | Спортсмены      | Очки         | Место        | Очки  | Место |
| ----------------- | --------------- | ------------ | ------------ | ----- | ----- |
| личное первенство | Джейсон Бёрнетт | 109.065      | 6            | 6.715 | 8     |

Женщины
| Соревнование      | Спортсмены        | Квалификация | Квалификация | Финал  | Финал |
| Соревнование      | Спортсмены        | Очки         | Место        | Очки   | Место |
| ----------------- | ----------------- | ------------ | ------------ | ------ | ----- |
| личное первенство | Карен Кокбёрн     | 103.943      | 5            | 55.860 | 4     |
| личное первенство | Розанна Макленнан | 104.450      | 4            | 57.305 |       |

### Гребля на байдарках и каноэ
Спортсменов —

#### Гребля на гладкой воде
Мужчины
| Соревнование | Спортсмены | Предварительный этап | Предварительный этап | Полуфиналы | Полуфиналы | Финал | Финал |
| Соревнование | Спортсмены | Время                | Место                | Время      | Место      | Время | Место |
| ------------ | ---------- | -------------------- | -------------------- | ---------- | ---------- | ----- | ----- |
| Б-1, 200 м   |            |                      |                      |            |            |       |       |
| Б-1, 1000 м  |            |                      |                      |            |            |       |       |
| Б-2, 1000 м  |            |                      |                      |            |            |       |       |
| К-1, 200 м   |            |                      |                      |            |            |       |       |
| К-1, 1000 м  |            |                      |                      |            |            |       |       |

#### Гребной слалом
Мужчины
| Соревнование | Спортсмены   | Предварительный этап | Предварительный этап | Полуфиналы           | Полуфиналы           | Финал                | Финал                |
| Соревнование | Спортсмены   | Время                | Место                | Время                | Место                | Время                | Место                |
| ------------ | ------------ | -------------------- | -------------------- | -------------------- | -------------------- | -------------------- | -------------------- |
| Б-1          | Майкл Тайлер | 97.64                | 20                   | Завершил выступление | Завершил выступление | Завершил выступление | Завершил выступление |

### Дзюдо
Спортсменов — 8
Соревнования по дзюдо проводились по системе на выбывание. Утешительные встречи проводились между спортсменами, потерпевшими поражение в четвертьфинале турнира. Победители утешительных встреч встречались в схватке за 3-е место со спортсменами, проигравшими в полуфинале в противоположной половине турнирной сетки.
Мужчины
| Категория | Спортсмены    | 1/32 финала        | 1/16 финала                              | 1/8 финала           | Четвертьфинал        | Полуфинал            | Финал                | Место |
| Категория | Спортсмены    | Соперник Результат | Соперник Результат                       | Соперник Результат   | Соперник Результат   | Соперник Результат   | Соперник Результат   | Место |
| --------- | ------------- | ------------------ | ---------------------------------------- | -------------------- | -------------------- | -------------------- | -------------------- | ----- |
| до 60 кг  | Серхио Пессоа | Не участвовал      | Еркебулан Коссаев (KAZ) пор. 0001 — 0000 | Завершил выступление | Завершил выступление | Завершил выступление | Завершил выступление | 17    |
| до 66 кг  |               |                    |                                          |                      |                      |                      |                      |       |
| до 73 кг  |               | Не участвовал      |                                          |                      |                      |                      |                      |       |
| до 81 кг  |               |                    |                                          |                      |                      |                      |                      |       |
| до 90 кг  |               |                    |                                          |                      |                      |                      |                      |       |

Женщины
| Категория | Спортсмены | 1/16 финала        | 1/8 финала         | Четвертьфинал      | Полуфинал          | Финал              | Место |
| Категория | Спортсмены | Соперник Результат | Соперник Результат | Соперник Результат | Соперник Результат | Соперник Результат | Место |
| --------- | ---------- | ------------------ | ------------------ | ------------------ | ------------------ | ------------------ | ----- |
| до 57 кг  |            |                    |                    |                    |                    |                    |       |
| до 70 кг  |            | Не участвовала     |                    |                    |                    |                    |       |
| до 78 кг  |            |                    |                    |                    |                    |                    |       |

### Конный спорт

#### Выездка
| Соревнование              | Спортсмены | Большой Приз | Большой Приз | Переездка Большого Приза | Переездка Большого Приза | КЮР Большого Приза | КЮР Большого Приза | Всего     | Всего |
| Соревнование              | Спортсмены | Результат    | Место        | Результат                | Место                    | Результат          | Место              | Результат | Место |
| ------------------------- | ---------- | ------------ | ------------ | ------------------------ | ------------------------ | ------------------ | ------------------ | --------- | ----- |
| индивидуальное первенство |            |              |              |                          |                          |                    |                    |           |       |
|                           |            |              |              |                          |                          |                    |                    |           |       |
|                           |            |              |              |                          |                          |                    |                    |           |       |
| командное первенство      |            |              |              |                          |                          |                    |                    |           |       |

#### Троеборье
| Соревнование              | Спортсмены | Манежная езда | Манежная езда | Кросс     | Кросс | Конкур    | Конкур | Финальный конкур | Финальный конкур | Всего     | Всего |
| Соревнование              | Спортсмены | Результат     | Место         | Результат | Место | Результат | Место  | Результат        | Место            | Результат | Место |
| ------------------------- | ---------- | ------------- | ------------- | --------- | ----- | --------- | ------ | ---------------- | ---------------- | --------- | ----- |
| индивидуальное первенство |            |               |               |           |       |           |        |                  |                  |           |       |
|                           |            |               |               |           |       |           |        |                  |                  |           |       |
|                           |            |               |               |           |       |           |        |                  |                  |           |       |
|                           |            |               |               |           |       |           |        |                  |                  |           |       |
|                           |            |               |               |           |       |           |        |                  |                  |           |       |
| командное первенство      |            |               |               |           |       |           |        |                  |                  |           |       |

#### Конкур
В каждом из раундов спортсменам необходимо было пройти дистанцию с разным количеством препятствий и разным лимитом времени. За каждое сбитое препятствие спортсмену начислялось 4 штрафных балла, за превышение лимита времени 1 штрафное очко (за каждые 5 секунд). В финал личного первенства могло пройти только три спортсмена от одной страны. В зачёт командных соревнований шли три лучших результата, показанные спортсменами во время личного первенства.
| Соревнование              | Спортсмены                                           | Квалификация | Квалификация | Квалификация | Квалификация          | Квалификация          | Квалификация          | Квалификация          | Квалификация          | Финал                 | Финал                 | Финал                 | Финал                 | Финал |
| Соревнование              | Спортсмены                                           | 1 раунд      | 1 раунд      | 2 раунд      | Всего                 | Всего                 | 3 раунд               | Всего                 | Всего                 | Финал A               | Финал A               | Финал B               | Всего                 | Всего |
| Соревнование              | Спортсмены                                           | Штраф        | Место        | Штраф        | Штраф                 | Место                 | Штраф                 | Штраф                 | Место                 | Штраф                 | Место                 | Штраф                 | Штраф                 | Место |
| ------------------------- | ---------------------------------------------------- | ------------ | ------------ | ------------ | --------------------- | --------------------- | --------------------- | --------------------- | --------------------- | --------------------- | --------------------- | --------------------- | --------------------- | ----- |
| Индивидуальное первенство | Иан Миллар на Star Power                             | 4            | 42 (Q)       | 4            | 4                     | 17 (Q)                | 4                     | 8                     | 11 (Q)                | 4                     | 11 (Q)                | 4                     | 8                     | 9     |
| Индивидуальное первенство | Эрик Ламаз на Derly Chin de Muze                     | 0            | 1 (Q)        | 1            | 1                     | 13 (Q)                | 8                     | 9                     | 22 (Q)                | 12                    | 29                    | Завершил выступление  | Завершил выступление  | 29    |
| Индивидуальное первенство | Джилл Хенселвуд на George                            | 5            | 53 (Q)       | 4            | 9                     | 47                    | Завершил выступление  | Завершил выступление  | Завершил выступление  | Завершил выступление  | Завершил выступление  | Завершил выступление  | Завершил выступление  | 47    |
| Индивидуальное первенство | Тиффани Фостер на Victor                             | 8            | 60 (Q)       | DSQ          | Завершила выступление | Завершила выступление | Завершила выступление | Завершила выступление | Завершила выступление | Завершила выступление | Завершила выступление | Завершила выступление | Завершила выступление | —     |
| Командное первенство      | Иан Миллар Эрик Ламаз Джилл Хенселвуд Тиффани Фостер |              |              | 0 1 4 —      | 5                     | 6                     | 4 8 9 —               | 26                    |                       |                       |                       |                       |                       | 5     |

### Лёгкая атлетика
Спортсменов —
Мужчины
| Дисциплина      | Спортсмен | Предварительный раунд | Предварительный раунд | Четвертьфиналы | Четвертьфиналы | Полуфиналы | Полуфиналы | Финал     | Финал |
| Дисциплина      | Спортсмен | Результат             | Место                 | Результат      | Место          | Результат  | Место      | Результат | Место |
| --------------- | --------- | --------------------- | --------------------- | -------------- | -------------- | ---------- | ---------- | --------- | ----- |
| 100 м           |           |                       |                       |                |                |            |            |           |       |
| 200 м           |           |                       |                       |                |                |            |            |           |       |
|                 |           |                       |                       |                |                |            |            |           |       |
| 800 м           |           |                       |                       |                |                |            |            |           |       |
| 1500 м          |           |                       |                       |                |                |            |            |           |       |
| 3 000 м с/п     |           |                       |                       |                |                |            |            |           |       |
| марафон         |           |                       |                       |                |                |            |            |           |       |
|                 |           |                       |                       |                |                |            |            |           |       |
|                 |           |                       |                       |                |                |            |            |           |       |
| ходьба на 20 км |           |                       |                       |                |                |            |            |           |       |
| толкание ядра   |           |                       |                       |                |                |            |            |           |       |
|                 |           |                       |                       |                |                |            |            |           |       |
|                 |           |                       |                       |                |                |            |            |           |       |
| метание копья   |           |                       |                       |                |                |            |            |           |       |
| метание молота  |           |                       |                       |                |                |            |            |           |       |
| десятиборье     |           |                       |                       |                |                |            |            |           |       |

Женщины
| Дисциплина      | Спортсмен | Предварительный раунд | Предварительный раунд | Четвертьфиналы | Четвертьфиналы | Полуфиналы | Полуфиналы | Финал     | Финал |
| Дисциплина      | Спортсмен | Результат             | Место                 | Результат      | Место          | Результат  | Место      | Результат | Место |
| --------------- | --------- | --------------------- | --------------------- | -------------- | -------------- | ---------- | ---------- | --------- | ----- |
| 100 м           |           |                       |                       |                |                |            |            |           |       |
| 200 м           |           |                       |                       |                |                |            |            |           |       |
|                 |           |                       |                       |                |                |            |            |           |       |
| 400 м           |           |                       |                       |                |                |            |            |           |       |
| 800 м           |           |                       |                       |                |                |            |            |           |       |
| 1 500 м         |           |                       |                       |                |                |            |            |           |       |
| 5 000 м         |           |                       |                       |                |                |            |            |           |       |
| 100 м с/б       |           |                       |                       |                |                |            |            |           |       |
|                 |           |                       |                       |                |                |            |            |           |       |
|                 |           |                       |                       |                |                |            |            |           |       |
| марафон         |           |                       |                       |                |                |            |            |           |       |
| ходьба на 20 км |           |                       |                       |                |                |            |            |           |       |
| прыжки с шестом |           |                       |                       |                |                |            |            |           |       |
| толкание ядра   |           |                       |                       |                |                |            |            |           |       |
| метание молота  |           |                       |                       |                |                |            |            |           |       |
| семиборье       |           |                       |                       |                |                |            |            |           |       |
|                 |           |                       |                       |                |                |            |            |           |       |
|                 |           |                       |                       |                |                |            |            |           |       |

### Настольный теннис
Спортсменов — 2
Соревнования по настольному теннису проходили по системе плей-офф. Каждый матч продолжался до тех пор, пока один из теннисистов не выигрывал 4 партии. Сильнейшие 16 спортсменов начинали соревнования с третьего раунда, следующие 16 по рейтингу стартовали со второго раунда.
Мужчины
| Соревнование     | Спортсмены        | Предварительный раунд       | Первый раунд                | Второй раунд         | Третий раунд         | 1/8 финала           | Четвертьфинал        | Полуфинал            | Финал                | Место |
| Соревнование     | Спортсмены        | Соперник Результат          | Соперник Результат          | Соперник Результат   | Соперник Результат   | Соперник Результат   | Соперник Результат   | Соперник Результат   | Соперник Результат   | Место |
| ---------------- | ----------------- | --------------------------- | --------------------------- | -------------------- | -------------------- | -------------------- | -------------------- | -------------------- | -------------------- | ----- |
| Одиночный разряд | Пьер-Люк Инс (62) | Не участвовал               | М. Бургисс (LAT) (45) П 3:4 | Завершил выступление | Завершил выступление | Завершил выступление | Завершил выступление | Завершил выступление | Завершил выступление | 49    |
| Одиночный разряд | Андре Хо (65)     | С. Ториола (NGR) (53) П 1:4 | Завершил выступление        | Завершил выступление | Завершил выступление | Завершил выступление | Завершил выступление | Завершил выступление | Завершил выступление | 65    |

### Парусный спорт
Спортсменов — 11
Соревнования по парусному спорту в каждом из классов состояли из 10 гонок, за исключением класса 49er, где проводилось 15 заездов. В каждой гонке спортсмены стартовали одновременно. Победителем каждой из гонок становился экипаж, первым пересекший финишную черту. Количество очков, идущих в общий зачёт, соответствовало занятому командой месту. 10 лучших экипажей по результатам 10 гонок попадали в медальную гонку, результаты которой также шли в общий зачёт. В медальной гонке, очки, полученные экипажем удваивались. В случае если участник соревнований не смог завершить гонку ему начислялось количество очков, равное количеству участников плюс один. При итоговом подсчёте очков не учитывался худший результат, показанный экипажем в одной из гонок. Сборная, набравшая наименьшее количество очков, становится олимпийским чемпионом.
Мужчины
| Класс    | Спортсмены     | Гонка | Гонка | Гонка | Гонка | Гонка | Гонка | Гонка | Гонка | Гонка | Гонка | Гонка | Очки | Место |
| Класс    | Спортсмены     | 1     | 2     | 3     | 4     | 5     | 6     | 7     | 8     | 9     | 10    | M     | Очки | Место |
| -------- | -------------- | ----- | ----- | ----- | ----- | ----- | ----- | ----- | ----- | ----- | ----- | ----- | ---- | ----- |
| RS:X     | Закари Плавшич | 6     | 12    | 12    | 6     | 4     | 17    | 9     | 7     | 7     | 29    | 20    | 100  | 8     |
| 470      |                |       |       |       |       |       |       |       |       |       |       |       |      |       |
| Лазер    |                |       |       |       |       |       |       |       |       |       |       |       |      |       |
| Звёздный |                |       |       |       |       |       |       |       |       |       |       |       |      |       |
| Финн     |                |       |       |       |       |       |       |       |       |       |       |       |      |       |

Женщины
| Класс        | Спортсмены | Гонка | Гонка | Гонка | Гонка | Гонка | Гонка | Гонка | Гонка | Гонка | Гонка | Гонка | Очки | Место |
| Класс        | Спортсмены | 1     | 2     | 3     | 4     | 5     | 6     | 7     | 8     | 9     | 10    | M     | Очки | Место |
| ------------ | ---------- | ----- | ----- | ----- | ----- | ----- | ----- | ----- | ----- | ----- | ----- | ----- | ---- | ----- |
| RS:X         |            |       |       |       |       |       |       |       |       |       |       |       |      |       |
| Лазер Радиал |            |       |       |       |       |       |       |       |       |       |       |       |      |       |

Открытый класс
| Класс | Спортсмены | Гонка | Гонка | Гонка | Гонка | Гонка | Гонка | Гонка | Гонка | Гонка | Гонка | Гонка | Гонка | Гонка | Гонка | Гонка | Гонка | Очки | Место |
| Класс | Спортсмены | 1     | 2     | 3     | 4     | 5     | 6     | 7     | 8     | 9     | 10    | 11    | 12    | 13    | 14    | 15    | M     | Очки | Место |
| ----- | ---------- | ----- | ----- | ----- | ----- | ----- | ----- | ----- | ----- | ----- | ----- | ----- | ----- | ----- | ----- | ----- | ----- | ---- | ----- |
| 49er  |            |       |       |       |       |       |       |       |       |       |       |       |       |       |       |       |       |      |       |

Использованы следующие сокращения:
| - M — медальная гонка |

### Стрельба
Мужчины
| Соревнование                       | Спортсмены | Квалификация | Квалификация | Финал | Всего     | Всего |
| Соревнование                       | Спортсмены | Результат    | Место        | Финал | Результат | Место |
| ---------------------------------- | ---------- | ------------ | ------------ | ----- | --------- | ----- |
| Пневматическая винтовка, 10 метров |            |              |              |       |           |       |

### Стрельба из лука
Спортсменов — 2
Мужчины
| Соревнование              | Спортсмен       | Квалификация | Квалификация | 1/32 финала               | 1/16 финала        | 1/8 финала         | Четвертьфинал      | Полуфинал          | Финал              | Место |
| Соревнование              | Спортсмен       | Результат    | Место        | Соперник Результат        | Соперник Результат | Соперник Результат | Соперник Результат | Соперник Результат | Соперник Результат | Место |
| ------------------------- | --------------- | ------------ | ------------ | ------------------------- | ------------------ | ------------------ | ------------------ | ------------------ | ------------------ | ----- |
| Индивидуальное первенство | Криспин Дуэньяс | 678          | 8            | Ахмед Эль-Немр (EGY) (57) |                    |                    |                    |                    |                    |       |

Женщины
| Соревнование              | Спортсмен      | Квалификация | Квалификация | 1/32 финала                       | 1/16 финала           | 1/8 финала            | Четвертьфинал         | Полуфинал             | Финал                 | Место |
| Соревнование              | Спортсмен      | Результат    | Место        | Соперник Результат                | Соперник Результат    | Соперник Результат    | Соперник Результат    | Соперник Результат    | Соперник Результат    | Место |
| ------------------------- | -------------- | ------------ | ------------ | --------------------------------- | --------------------- | --------------------- | --------------------- | --------------------- | --------------------- | ----- |
| Индивидуальное первенство | Мари-Пьер Боде | 645          | 29           | Луиза Лаурсен (DEN) (36) пор. 3:7 | Завершила выступление | Завершила выступление | Завершила выступление | Завершила выступление | Завершила выступление | 33    |

### Теннис
Спортсменов — 5
Мужчины
| Одиночный разряд | Вашек Поспишил                | Давид Феррер (ESP) (4) Пор. 4-6, 4-6 | Закончил выступление                                 |                                                                    |                       |
| Одиночный разряд | Милош Раонич                  | Тацума Ито (JPN) Поб. 6-3, 6-4       | Жо-Вильфрид Тсонга (FRA) (5) Пор. 3-6, 6-3, 23-25    | Закончил выступление                                               |                       |
| Парный разряд    | Даниэль Нестор Вашек Поспишил |                                      | Хория Текэу / Адриан Унгур (ROU) Поб. 6-3, 7-6(11-9) | Янко Типсаревич / Ненад Зимонич (SRB) (3) Пор. 4-6, 7-6(7-5), 9-11 | Закончили выступление |

Женщины
| Одиночный разряд | Александра Возняк               | Марина Эракович (NZL) Поб. 6-2, 6-1 | Винус Уильямс (USA) Пор. 1-6, 3-6                        | Закончила выступление |
| Парный разряд    | Стефани Дюбуа Александра Возняк |                                     | Ярослава Шведова / Галина Воскобоева (KAZ) Пор. 2-6, 0-6 | Закончили выступление |

### Тхэквондо
Спортсмены — 3
Мужчины
| Соревнование | спортсмен              | Турнир       | 1/8 финала                  | Четвертьфинал                     | Полуфинал          | Финал              |
| Соревнование | спортсмен              | Турнир       | Соперник Результат          | Соперник Результат                | Соперник Результат | Соперник Результат |
| ------------ | ---------------------- | ------------ | --------------------------- | --------------------------------- | ------------------ | ------------------ |
| до 80 кг     | Себастьен Мишо         | За 1-е место | Арман Еремян (ARM) пор. 4—8 | Не прошел                         | Не прошел          | Не прошел          |
| до 80 кг     | Себастьен Мишо         | За 3-е место |                             |                                   |                    |                    |
| свыше 80 кг  | Франсуа Куломбе-Фортье | За 1-е место | Гаджи Умаров (RUS) поб. 7—3 | Даба Модибо Кейта (MLI) пор. 6—11 | Не прошел          | Не прошел          |
| свыше 80 кг  | Франсуа Куломбе-Фортье | За 3-е место |                             |                                   |                    |                    |

Женщины
| Соревнование | спортсмен     | Турнир       | 1/8 финала                    | Четвертьфинал               | Полуфинал          | Финал              |
| Соревнование | спортсмен     | Турнир       | Соперник Результат            | Соперник Результат          | Соперник Результат | Соперник Результат |
| ------------ | ------------- | ------------ | ----------------------------- | --------------------------- | ------------------ | ------------------ |
| до 67 кг     | Карин Сержери | За 1-е место | Фарида Азизова (AZE) поб. 1—0 | Франка Анич (SLO) пор. 5—10 | Не прошла          | Не прошла          |
| до 67 кг     | Карин Сержери | За 3-е место |                               |                             |                    |                    |

### Тяжёлая атлетика
Спортсменов — 3
Женщины
| Категория | Спортсмен        | Вес   | Рывок | Рывок | Рывок | Толчок | Толчок | Толчок | Всего | Место |
| Категория | Спортсмен        | Вес   | 1     | 2     | 3     | 1      | 2      | 3      | Всего | Место |
| --------- | ---------------- | ----- | ----- | ----- | ----- | ------ | ------ | ------ | ----- | ----- |
| до 58 кг  | Анни Моникью     | 57.91 | 85    | 85    | 88    | 105    | 105    | 105    | 190   | 16    |
| до 63 кг  | Кристин Жирар    | 62.87 | 103   | 105   | 105   | 130    | 133    | 135    | 236   | 3     |
| до 69 кг  | Мари-Ева Бошемен | 68.92 | 100   | 100   | 104   | 130    | 134    | 135    | 239   | 8     |

### Фехтование
Спортсменов — 5
Мужчины
| Соревнование          | Спортсмены    | 1/32 финала        | 1/16 финала        | 1/8 финала         | Четвертьфиналы     | Полуфиналы         | Матч за 3-е место  | Финал              | Место |
| Соревнование          | Спортсмены    | Соперник Результат | Соперник Результат | Соперник Результат | Соперник Результат | Соперник Результат | Соперник Результат | Соперник Результат | Место |
| --------------------- | ------------- | ------------------ | ------------------ | ------------------ | ------------------ | ------------------ | ------------------ | ------------------ | ----- |
| Индивидуальная рапира | Этьенн Турбид |                    |                    |                    |                    |                    |                    |                    |       |
| Индивидуальная сабля  | Филипп Бодри  |                    |                    |                    |                    |                    |                    |                    |       |

Женщины
| Соревнование          | Спортсмены      | 1/32 финала        | 1/16 финала        | 1/8 финала         | Четвертьфиналы     | Полуфиналы         | Матч за 3-е место  | Финал              | Место |
| Соревнование          | Спортсмены      | Соперник Результат | Соперник Результат | Соперник Результат | Соперник Результат | Соперник Результат | Соперник Результат | Соперник Результат | Место |
| --------------------- | --------------- | ------------------ | ------------------ | ------------------ | ------------------ | ------------------ | ------------------ | ------------------ | ----- |
| Индивидуальная шпага  | Шеррейн Шальм   |                    |                    |                    |                    |                    |                    |                    |       |
| Индивидуальная рапира | Моника Петерсон |                    |                    |                    |                    |                    |                    |                    |       |
| Индивидуальная сабля  | Сандра Сассин   |                    |                    |                    |                    |                    |                    |                    |       |

### Футбол
Спортсменов — 18

#### Женщины
Состав команды
| №              | Имя               | Клуб                   | Дата рождения    | Возраст | Игр     | Голов   |
| Вратари        | Вратари           | Вратари                | Вратари          | Вратари | Вратари | Вратари |
| -------------- | ----------------- | ---------------------- | ---------------- | ------- | ------- | ------- |
| 1              | Карина Леблан     | Скай Блю               | 30 марта 1980    | 32      | 0       | 0       |
| 18             | Эрин Маклеод      | Дальсьёфорс            | 26 февраля 1983  | 29      | 1       | -2      |
| Защитники      |                   |                        |                  |         |         |         |
| 2              | Эмили Зуррер      | Дальсьёфорс            | 12 июля 1987     | 24      | 0       | 0       |
| 3              | Челси Стюарт      | Ванкувер Уайткэпс      | 28 апреля 1990   | 22      | 1       | 0       |
| 4              | Кармелина Москато | Питео                  | 2 мая 1984       | 28      | 1       | 0       |
| 5              | Робин Гейл        | Ванкувер Уайткэпс      | 31 октября 1985  | 26      | 1       | 0       |
| 7              | Риан Уилкинсон    | Лиллестрём             | 12 мая 1982      | 30      | 1       | 0       |
| 9              | Кэндис Чепмен     | Вестерн Нью-Йорк Флэш  | 2 апреля 1983    | 29      | 1       | 0       |
| 10             | Лорен Зессельман  | Атланта Бит            | 14 августа 1983  | 28      | 1       | 0       |
| Полузащитники  |                   |                        |                  |         |         |         |
| 6              | Кейлин Кайл       | Ванкувер Уайткэпс      | 6 октября 1988   | 23      | 1       | 0       |
| 8              | Диана Мэтисон     | Без клуба              | 6 апреля 1984    | 28      | 1       | 0       |
| 11             | Дезире Скотт      | Ванкувер Уайткэпс      | 31 июля 1987     | 24      | 1       | 0       |
| 13             | Софи Шмидт        | Кристианстадс          | 28 июня 1988     | 24      | 1       | 0       |
| 15             | Келли Паркер      | УТЕП                   | 8 марта 1981     | 31      | 1       | 0       |
| Нападающие     |                   |                        |                  |         |         |         |
| 12             | Кристине Синклейр | Вестерн Нью-Йорк Флэш  | 12 июня 1983     | 29      | 1       | 0       |
| 14             | Мелисса Танкреди  | Дальсьёфорс            | 27 декабря 1981  | 30      | 1       | 1       |
| 16             | Жонель Финильо    | Ратгерский университет | 24 сентября 1990 | 21      | 0       | 0       |
| 17             | Британи Тимко     | Без клуба              | 5 сентября 1985  | 26      | 0       | 0       |
| Главный тренер |                   |                        |                  |         |         |         |
| Флаг Англии    | Джон Хердман      | Джон Хердман           | 19 июля 1975     | 37      |         |         |

Результаты
Группа G
|   | Команда | И | В | Н | П | ГЗ | ГП | +/- | Очки |
| - | ------- | - | - | - | - | -- | -- | --- | ---- |
| 1 | Швеция  | 3 | 1 | 2 | 0 | 6  | 3  | +3  | 5    |
| 2 | Япония  | 3 | 1 | 2 | 0 | 2  | 1  | +1  | 5    |
| 3 | Канада  | 3 | 1 | 1 | 1 | 6  | 4  | +2  | 4    |
| 4 | ЮАР     | 3 | 0 | 1 | 2 | 1  | 7  | -6  | 1    |

| 25 июля 2012 17:00 UTC+1 | \| Япония \| 2:1 (2:0) Отчёт \| Канада \| \| Кавасуми 33′ · Мияма 44′ \| Голы \| Танкреди 55′ \| | Стадион: Рико Арена, Ковентри Зрителей: 14 119 Судья: Кирси Хейккинен |
| Япония                   | 2:1 (2:0) Отчёт                                                                                  | Канада                                                                |
| Кавасуми 33′ · Мияма 44′ | Голы                                                                                             | Танкреди 55′                                                          |

| 28 июля 2012 14:45              | \| Канада \| 3:0 (1:0) \| ЮАР \| \| Танкреди 7′ · Синклейр 58′, 86′ \| Голы \| \| | Стадион: Рико Арена, Ковентри Зрителей: 14 753 Судья: Кристина Педерсен |
| Канада                          | 3:0 (1:0)                                                                         | ЮАР                                                                     |
| Танкреди 7′ · Синклейр 58′, 86′ | Голы                                                                              |                                                                         |

| 31 июля 2012 14:30 | \| Канада \| 2:2 (1:2) \| Швеция \| \| Танкреди 43′, 84′ \| Голы \| Хаммарстрём 14′ · Якоббсон 16′ \| | Стадион: Сент-Джеймс Парк, Ньюкасл Зрителей: 12,719 Судья: Хонг Ён-А |
| Канада             | 2:2 (1:2)                                                                                             | Швеция                                                               |
| Танкреди 43′, 84′  | Голы                                                                                                  | Хаммарстрём 14′ · Якоббсон 16′                                       |

Четвертьфинал
| 3 августа 2012 19:30 UTC+1 | \| Великобритания \| 0:2 (0:2) \| Канада \| \| \| Голы \| Финильо 12′ · Синклейр 26′ \| | Стадион: Рико Арена, Ковентри Зрителей: 28,828 Судья: Сашико Ямагиши |
| Великобритания             | 0:2 (0:2)                                                                               | Канада                                                               |
|                            | Голы                                                                                    | Финильо 12′ · Синклейр 26′                                           |

Полуфинал
| 6 августа 2012 19:45 UTC+1 | \| Канада \| 3:4 (доп. время) (1:0) \| США \| \| Синклейр 22′, 67′, 73′ \| Голы \| Рапиноу 54′, 70′ · Вамбах 80′(пен.) · Морган 120+3′ \| | Стадион: Олд Траффорд, Манчестер Зрителей: 26,630 Судья: Кристина Педерсен |
| Канада                     | 3:4 (доп. время) (1:0) | США                                                                        |
| Синклейр 22′, 67′, 73′     | Голы | Рапиноу 54′, 70′ · Вамбах 80′(пен.) · Морган 120+3′                        |

Матч за 3-е место
| 9 августа 2012 13:00 UTC+1 | \| Канада \| 1:0 (0:0) \| Франция \| \| Диана Мэтисон 90+2′ \| Голы \| \| | Стадион: Рико Арена, Ковентри Зрителей: 12,465 Судья: Дженни Палмквист |
| Канада                     | 1:0 (0:0)                                                                 | Франция                                                                |
| Диана Мэтисон 90+2′        | Голы                                                                      |                                                                        |